# Русский исторический сборник

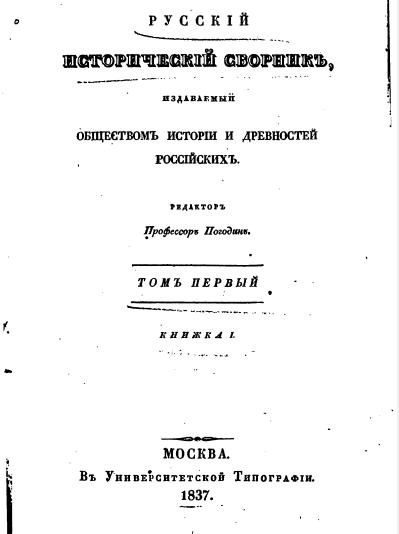
Русскiй историческiй сборникъ, издаваемый Обществомъ исторiи и древностей россiйскихъ Томъ 1

Давньоруський історичний збірник, «Русский исторический сборник» — неперіодичне видання Товариства історії та старожитностей російських при Московському університеті. Видавався впродовж 1837—44 в Москві. Редактор — М.Погодін. Вийшло 7 томів, кожний з яких складався з 4-х книг. Друкувалися пам'ятки давньоруської історії, розвідки, матеріали та джерела з російської минувшини, хроніка діяльності й виступи на засіданнях Товариства історії та старожитностей російських при Московському університеті. На сторінках «Р.и.с.» публікувалися статті та матеріали О.Бодянського, З.Доленґи-Ходаковського, К.Калайдовича, М.Мурзакевича, В.Пассека, П.-Й.Шафарика, С.Шевирьова та ін. Матеріали з української історії вміщувалися в «Р.и.с.» епізодично. Приміром, у «Р.и.с.» були видрукувані статті В.Пассека «Курганы и городища Харьковского, Валковского и Полтавского уездов» (1839. Т. 3, кн. 2), М.Погодіна «Львовская русская летопись» (1839. Т. 3, кн. 3) та ін.